# Prix Nestroy
Les prix Nestroy sont des récompenses de théâtre attribuées par la ville de Vienne en Autriche depuis 2000,. Le prix est dénommé d'après le poète autrichien Johann Nepomuk Nestroy et est décliné en douze catégories.

## Histoire

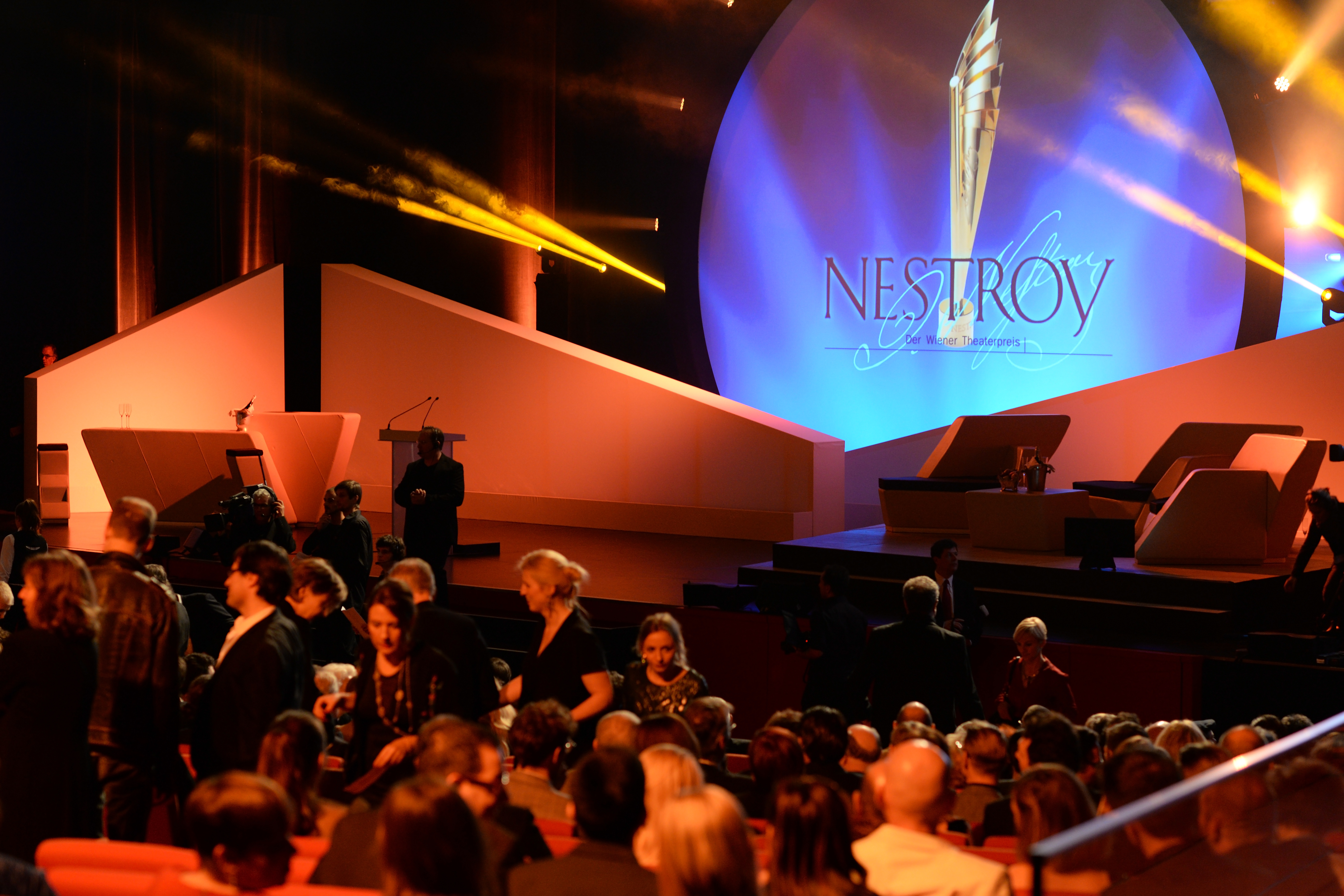
Cérémonie de remise des prix Nestroy en 2014

Le prix succède à la médaille Josef Kainz (du nom du comédien Josef Kainz) offerte par la Ville de Vienne entre 1958 et 1999. La cérémonie est diffusée par l'ORF (Österreichischer Rundfunk).

## Catégories de prix
- Meilleur metteur en scène
- Meilleure actrice
- Meilleur acteur
- Meilleur rôle de soutien
- Meilleur jeune talent (f/h)
- Prix du public